# Tholen (eiland)

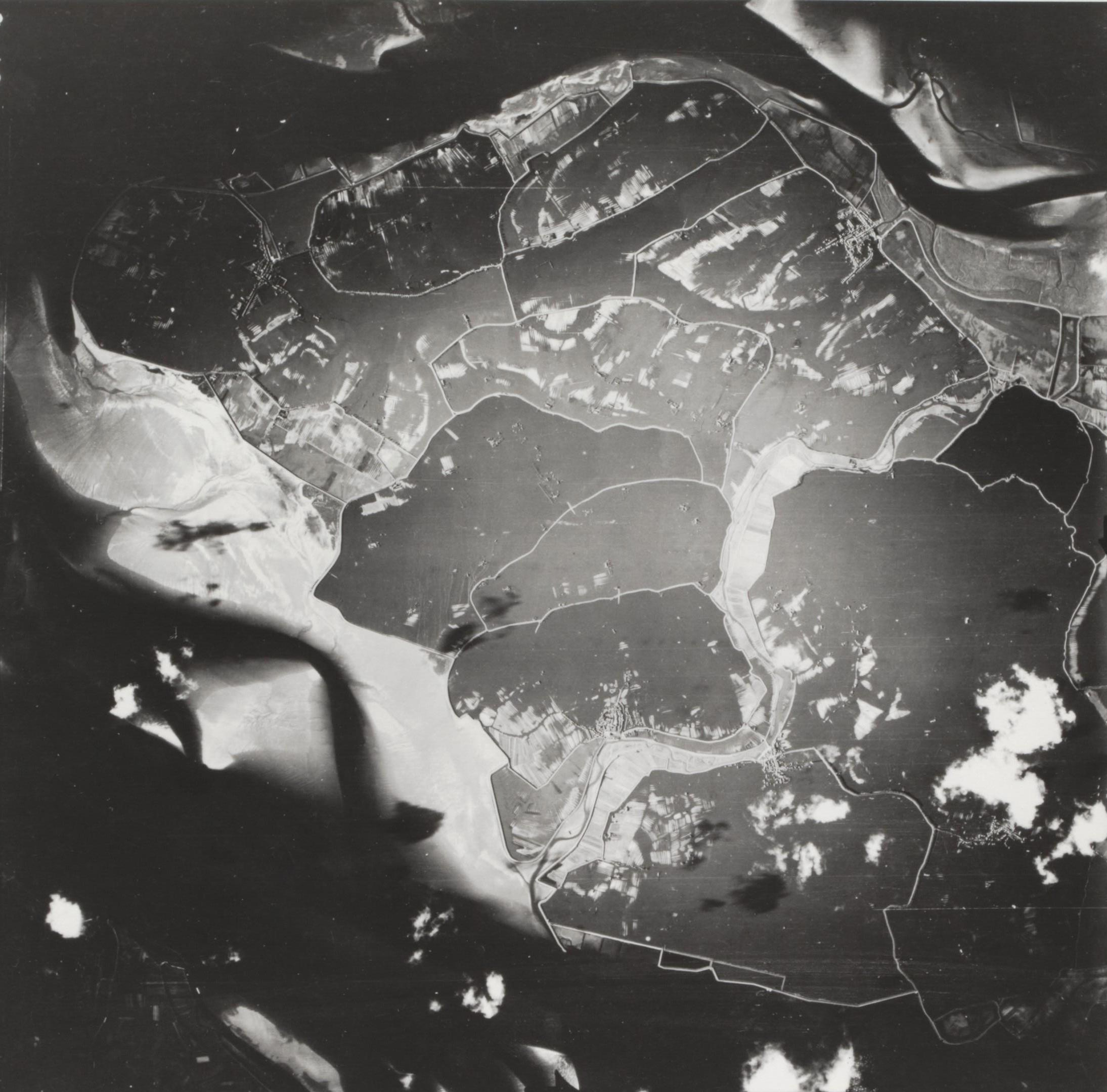
Het eiland Tholen onder water tijdens de Tweede Wereldoorlog, 10 september 1944

Tholen is een voormalig eiland in de provincie Zeeland, dat samen met het voormalige eiland Sint Philipsland deel uitmaakt van de gemeente Tholen.
Het eiland Tholen wordt omgeven door de volgende wateren:
- De Krabbenkreek tussen de eilanden Tholen en Sint Philipsland
- Het Mastgat en het Keeten tussen de eilanden Tholen en Schouwen-Duiveland
- De Oosterschelde
- De Eendracht

Nadat het Schelde-Rijnkanaal door de Eendracht werd aangelegd (1963-1975) en de aanleg van de Oesterdam plaatsvond (1979-1986) werd dit, in plaats van de Eendracht:
- Het Schelde-Rijnkanaal en het Zoommeer, op de grens van Zeeland en Noord-Brabant

## Geschiedenis
Tholen is ontstaan uit een aantal eilanden die ontstonden door het inpolderen van schorren vanaf de 12e eeuw. Reeds in 1212 wordt melding gemaakt van het eiland Schakerloo en in 1206 werd het eiland Stavenisse vermeld. Tot in de 13e eeuw bestond Tholen uit een vijftal eilanden die geleidelijk, door afdammingen en inpolderingen, aan elkaar groeiden. Men had, vooral in de 16e eeuw, te maken met ernstige overstromingen, maar door nieuwe inpolderingen ontstond uiteindelijk een eiland, bestaande uit een stad (Tholen) en een aantal dorpen. Tholen behoorde tot het Graafschap Zeeland. Omstreeks 1577 deed de reformatie haar intrede op Tholen.
Op 9 april 1825 strandden bij Sint Philipsland zo'n veertig grienden. Er ontstond een jacht op de dieren, die op één na alle werden gedood.

Tot 1928 bleef Tholen een eiland dat slechts via een veerdienst vanuit Halsteren op de Noord-Brabantse oever te bereiken was. In dat jaar werd een brug over de Eendracht geopend.
Inundaties vonden plaats tijdens de Tweede Wereldoorlog, en bij de Watersnoodramp van 1953 had het eiland, vooral de plaats Stavenisse waar 153 mensen verdronken, te lijden van meerdere dijkbreuken en overstromingen veroorzaakt door een noordwesterstorm gecombineerd met springtij.
Tegenwoordig (begin 21e eeuw) varen er in de zomermaanden soms voetveren van Gorishoek (Sint Maartensdijk) naar Yerseke en van Sint Annaland naar Zijpe bij Bruinisse.
Verbindingen:
- Krabbenkreekdam, verbinding met Sint Philipsland, scheidt de Krabbenkreek van het Schelde-Rijnkanaal.
- Twee bruggen over het Schelde-Rijnkanaal, verbinding met westelijk Noord-Brabant, ter hoogte van Oud-Vossemeer en de stad Tholen
- Oesterdam, verbinding met Zuid-Beveland, scheidt de Oosterschelde van het Zoommeer

Plaatsen op het eiland Tholen:
- Tholen
- Oud-Vossemeer
- Poortvliet
- Scherpenisse
- Sint-Maartensdijk
- Stavenisse
- Sint-Annaland

- Gemeinsame Normdatei: 4078266-9